# Interleuchine
Le interleuchine sono proteine secrete da cellule del sistema immunitario (Linfociti, cellule NK, fagociti, cellule dendritiche) e, in alcuni casi, anche da cellule endoteliali e cellule epiteliali, durante la risposta immunitaria.
Il termine interleuchina non deriva da inter-leucociti come si potrebbe interpretare, ma dal nome della città svizzera di Interlaken, dove un gruppo di ricercatori riuniti in una birreria coniò questo nome in omaggio alla città.

## Funzioni
Grazie alla secrezione di interleuchine le cellule del sistema immunitario possono regolare l'attività di altre cellule, innescando uno dei più importanti meccanismi di comunicazione cellulare a livello del sistema immunitario. La loro azione può essere autocrina, paracrina e, in rari casi, endocrina.

## Tipologia
Al 2011 sono note 35 forme di interleuchine (più diversi trascritti alternativi per alcune di esse).
- Interleuchina-1, ha la funzione di attivazione di particolari tipi di cellule e stimola la sintesi di linfochine. La sua secrezione regola l'alta temperatura corporea (febbre) quando l'organismo combatte i batteri che infettano le ferite.[2] Attualmente si sta studiando come poter utilizzare le sue funzioni anche contro la proliferazione tumorale.
- Interleuchina-2, viene impiegato nei laboratori per clonare le cellule T, tramite studi clinici hanno testato la sua utilità contro le forme tumorali, ma comporta una tossicità troppo elevata a fronte di risultati modesti. Garantisce l'espansione clonale dei linfociti T ed il differenziamento e la sopravvivenza dei linfociti T regolatori
- Interleuchina-3, fra i suoi compiti favorisce la crescita dei mastociti
- Interleuchina-4, definito anche in letteratura fattore-1 stimolante le cellule B (Linfociti B), (per la sua attività di fattore di crescita per tali cellule) ha una funzione particolare: stimola o sopprime le cellule progenitrici ematopoietiche. Sempre nei Linfociti B induce "switch isotipico" verso IgE. Inibisce attivazione Macrofagi. Promuove differenziamento dei Ly Th0 verso Ly Th2 (ed inibisce differenziamento verso Linfociti Th1)
- Interleuchina-5, fra i suoi compiti stimola le cellule B (a sintetizzare IgA), media maturazione e adesione degli eosinofili alla parete sanguigna ed inoltre potenzia la loro attività. Essa viene prodotta dalle cellule T helper 2, dalle mastcellule, dagli eosinofili e da cellule tissutali.

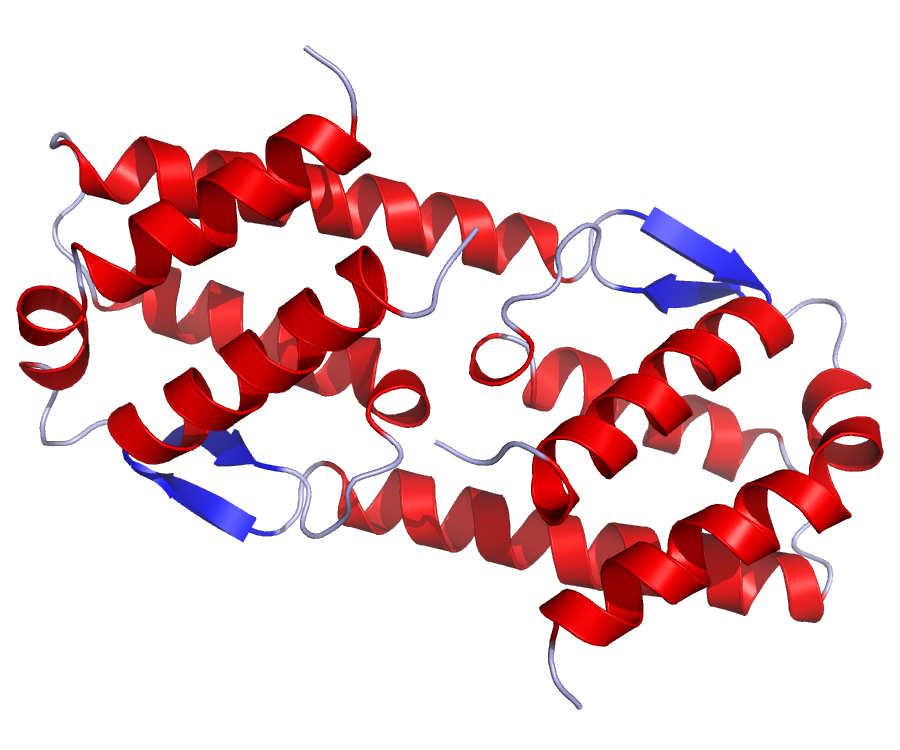
Struttura della forma umana dell'Interleuchina-5. (da Protein Data Bank)

- Interleuchina-6, detta anche interferone beta-2, regola la fisiologia dell'infiammazione[3]
- Interleuchina-7, viene prodotta dalle cellule del midollo osseo, fattore di crescita per i precursori delle cellule T e B
- Interleuchina-8, ha il compito di attivare i neutrofili
- Interleuchina-9, induce lo sviluppo di taluni cloni dei linfociti T (solo quelle "helper")
- Interleuchina-10, ha la funzione inibitoria per quanto riguarda l'attività dei macrofagi e la sintesi delle citochine.
- Interleuchina-11, ha un notevole effetto difensivo sui tessuti,[4] riuscendo ad accelerare la produzione delle piastrine
- Interleuchina-12, il suo compito principale è la stimolazione dell'uccisione di alcune cellule operando sulle cellule denominate "natural killer",[5] esse a loro volta hanno importanti funzioni di protezione da forme tumorali ed alcuni tipi di agenti patogeni.[6]
- Interleuchina-13, ha un ruolo inibitorio delle citochine infiammatorie, agendo sui linfociti nel sangue periferico
- Interleuchina-14, il suo ruolo è quello di regolazione e proliferazione delle cellule B.
- Interleuchina-15, aumenta le cellule T del sangue periferico
- Interleuchina-16, proteina chemoattraente per i linfociti.
- Interleuchina-17, una citochina altamente infiammatoria attualmente sotto studi[7]
- Interleuchina-18, ha compiti simili alla prima forma, dove si divide nelle funzioni immunitarie e infiammatorie. Negli ultimi anni si stanno studiando la loro funzione per un possibile utilizzo contro le malattie infiammatorie.[8] Attiva le funzioni delle cellule NK, analogamente a IL-12.[9]
- Interleuchina-19
- Interleuchina-20
- Interleuchina-21, è una citochina prodotta dai linfociti T CD4+; induce proliferazione dei linfociti T CD8+ e la differenziazione delle cellule NK. Ha un ruolo importante anche nel differenziamento dei linfociti B in plasmacellule a lunga sopravvivenza.[10]
- Interleuchina-22, è una citochina prodotta da TH17 CD4 e della cellule T, il suo ruolo è quello di cooperare con altre interleuchine la IL-17, e la IL-23[11]
- Interleuchina-23, ha un ruolo nell'angiogenesi tumorale[12]
- Interleuchina-24, che gioca un importante ruolo nella soppressione delle masse tumorali
- Interleuchina-25, induce la produzione di altre interleuchine (la 4, la 5 e la 13)
- Interleuchina-26
- Interleuchina-27, ha un importante compito di regolazione dell'attività dei linfociti B e T, ed ha importanti proprietà immunosoppressive.[13] È stata scoperta una sua azione terapeutica contro la leucemia linfoblastica acuta[14]
- Interleuchina-28
- Interleuchina-29
- Interleuchina-30
- Interleuchina-31, citochina centrale per l'induzione ed il mantenimento del prurito
- Interleuchina-32
- Interleuchina-33
- Interleuchina-34
- Interleuchina-35
- Interleuchina-36, facente parte della superfamiglia IL-1, la stessa dell'interleuchina 1

## Patologie correlate
Alcuni disordini dell'omeostasi delle interleuchine hanno un ruolo eziopatogenico in diverse malattie, scoperte negli ultimi anni:
- Psoriasi, provocata da un'anomalia delle interleuchine 12 e 23.[15]
- Forme di asma, correlata ad una iperproduzione di interluchina 9.[16]
- Aterosclerosi, provocata in parte dall'interluchina 18, citochina che può comportare anche altre complicanze cardiache.[17]
- Insufficienza renale, in quanto l'interluchina 20 sembrerebbe provocare danni alle cellule epiteliali del rene causandone la patologia correlata.[18]
- Nel lupus eritematoso vi è una super produzione di interluchina 10[19]

- Parodontite: IL-8 è associata ad un rischio maggiore di malattia parodontale[20]
- Le sindromi periodiche associate alla criopirina sono caratterizzate dalla sovraproduzione di interleuchina 1-ß
- Nell'idrosadenite suppurativa (HS) o acne inversa o malattia di Verneil vi è una super produzione di IL-32.

## Farmaci
Fra i principi attivi utilizzati per combattere le varie malattie che insorgono per uno scompenso delle interluchine, vengono utilizzati i farmaci immunoterapici:
- Daclizumab, e Basiliximab, entrambi recettori anti-interluchina-2, da somministrare in caso di rigetto in seguito ad un trapianto del rene.
- Mepolizumab, anti-interluchina-5, da somministrare se durante la sindrome ipereosinofila si riscontra la dermatite tipica.